# Commerce du bois d'œuvre sur la rivière des Outaouais

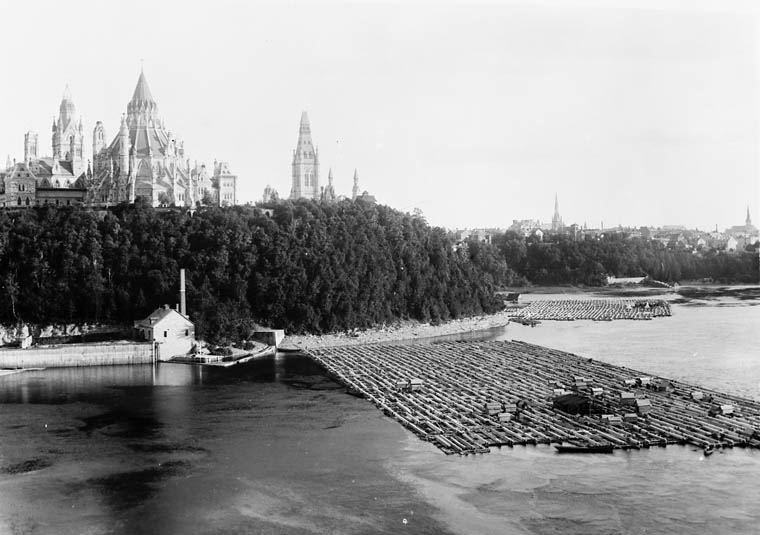
Train de bois photographié près de la colline du Parlement à Ottawa vers 1882. Dans l'Outaouais (Québec), première moitié du XIXe siècle, le bois équarri représente la plus grande partie des exportations vers la Grande-Bretagne. Léquarri prend le nom de plançon, il est flotté sur les cours d'eau, assemblé par trois en « brelle », puis en « cage », d'où le nom de cageur. Les cages sont assemblées en trains de bois.

Le commerce du bois d'œuvre sur la rivière des Outaouais (en anglais désigné traditionnellement par Ottawa River timber trade, Ottawa Valley timber trade ou Ottawa River lumber trade), correspond à la production de produits du bois au XIXe siècle par le Canada sur la zone couverte par la Rivière des Outaouais, destinée aux marchés britannique et américain. C'est l'industrie principale des colonies historiques du Haut-Canada et du Bas-Canada, et elle crée un type d'entrepreneur connu sous le nom de lumber baron, baron du bois d'œuvre. Le commerce du bois carré (squared timber), puis du bois scié, conduit à la croissance de la population et la prospérité des collectivités dans la vallée de l'Outaouais, en particulier la ville de Bytown (aujourd'hui Ottawa, la capitale du Canada). Les produits étaient principalement Pinus resinosa et Pinus strobus. L'industrie a duré jusqu'en 1900 environ, lorsque les marchés et les stocks ont diminué. 
Cette industrie est créée à la suite du blocus continental de 1806 par Napoléon Bonaparte en Europe, obligeant le Royaume-Uni à trouver une nouvelle source de bois, en particulier pour sa marine de guerre et pour la construction navale en général. Plus tard, l'application par le Royaume-Uni de tarifs préférentiels croissants, progressivement accroitront les importations canadiennes. La première partie de l'industrie, le commerce du bois équarri (ou bois carré), dure jusque vers les années 1850. Le transport du bois brut est d'abord réalisé par le moyen du flottage sur la rivière des Outaouais, éprouvée 1806 par Philemon Wright. Les bois équarris sont assemblés en grands radeaux (raft) qui servent de lieu d'hébergement à des hommes, le temps des six semaines de leur voyage à destination du port de Québec, qui disposait de grandes installations d'exportation, et permettait un accès facile à l'océan Atlantique. 
La deuxième partie de l'industrie concerne le commerce du bois scié, et les barons américains du bois d'œuvre (American lumber barons), et dure principalement de 1850 à 1900-1910 environ. Le traité de réciprocité canado-américain provoque un déplacement des marchés américains. La source de bois en Grande-Bretagne change, et sa connexion aux bois de la Baltique est rétabli, et elle ne prévoit plus de tarifs préférentiel à l'importation. Des États-Unis, les entrepreneurs commencent alors à établir leurs opérations près de la rivière des Outaouais, créant ainsi certaines des plus grandes scieries du monde à cette époque. Ces hommes, connus sous le nom de « barons du bois » (lumber barons), portant des noms tels que John Rudolphus Booth et Henry Franklin Bronson, créent des usines qui contribuent à la prospérité et à la croissance d'Ottawa. L'industrie du bois scié bénéficie d'améliorations dans les transports, notamment le canal Rideau , reliant Ottawa à Kingston sur le lac Ontario, et bien plus tard, les chemins de fer, qui sont créés entre les villes canadiennes. 
Peu après 1900, le dernier train de bois descend la rivière des Outaouais. Les stocks de pins diminuent et la demande aussi. À ce moment, le Royaume-Uni est en mesure de reprendre ses approvisionnements en provenance de la Baltique, et sa politique, en particulier la réduction des règles protectionnistes favorables à ses colonies, entraîne une baisse des marchés britanniques. La construction navale se tourne vers l'acier. Avant 1950, de nombreuses opérations commencent à s'arrêter, puis de nombreuses usines sont complètement supprimées et les terres dégradées commencent à être restaurées dans les politiques de rénovation urbaine d'Ottawa. 
L'industrie grandement contribue à la croissance démographique et à la croissance économique de l'Ontario et du Québec. 

## Marchés

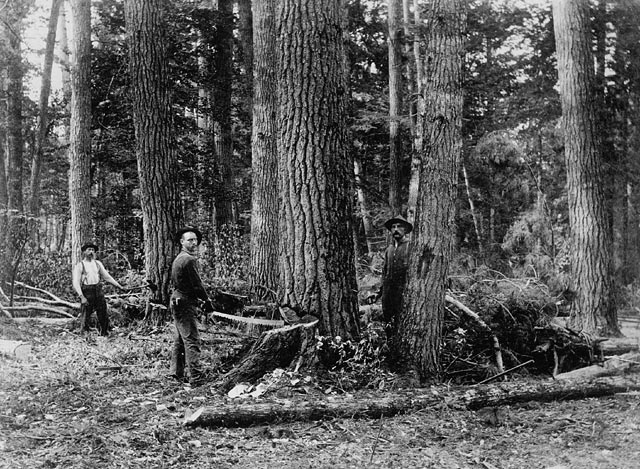
Abattage de bois à l'aide d'une scie à tronçonner, Ontario.

Le commerce du bois constituait le principal secteur d'activité du Haut et du Bas-Canada en termes d'emploi et de valeur de produit. Le plus gros fournisseur de pins rouges et de pins blancs carrés sur le marché britannique provenait de la rivière des Outaouais, et la vallée de l'Outaouais possédait de riches forêts de pins rouges et blancs ; Bytown (plus tard Ottawa), est au Canada, un important centre du bois d'œuvre et des scieries. 
En 1806, Napoléon ordonne un blocus des ports européens, bloquant l'accès de la Grande-Bretagne au bois de la Baltique nécessaire à sa marine de guerre. Les chantiers navals britanniques ont désespérément besoin de bois.
Les concessions tarifaires britanniques favorisent la croissance du commerce du bois au Canada. Le gouvernement britannique institue le tarif douanier sur l'importation de bois étranger en 1795, en réponse à la demande de sources alternatives d'approvisionnement pour sa marine, et pour promouvoir l'industrie dans ses colonies d'Amérique du Nord. Cette « Colonial Preference » est de dix shillings par charge, augmentant à vingt-cinq en 1805 et, après la fin du blocus de Napoléon, passant à soixante-cinq en 1814 . 
En 1821, le droit de douane est réduit à 55 shillings et aboli en 1842. Le Royaume-Uni retourne au commerce de bois provenant de la baltique. Le changement dans les préférences tarifaires de Grande-Bretagne est le résultat d'un mouvement libre-échangiste qui se produit  en Grand-Bretagne en 1840. Les années 1840 voient un dégagement progressif du protectionnisme en Grande-Bretagne 
Lorsque la rivière des Outaouais commence à être utilisée pour le bois flotté, les Britanniques privilégiaient le bois carré, qui devint le principal produit d'exportation. La Grande-Bretagne importe 15 000 charges de bois du Canada en 1805 et des colonies, 30 000 en 1807, et près de 300 000 en 1820. 
Le Traité de réciprocité canado-américain de 1854 autorise l'exportation libre de droits du bois d'œuvre de la vallée des Outaouais vers les États-Unis. Le marché évolue, de même que les entrepreneurs qui dirigent les entreprises. 
Une déclaration américaine du 30 septembre 1869 montre que le bois d'œuvre est de loin le plus gros exportateur canadien vers les États-Unis. Les trois premières exportations étaient (la définition du « Canada » pour une raison quelconque, incluait le Québec dans une catégorie distincte) : 
- Bois : 424 232 087 pieds, 4 761 357 $ ;
- Fer, cochon : 26 881 do, 536 662 $ ;
- Moutons :  228 914, 524 639 $.

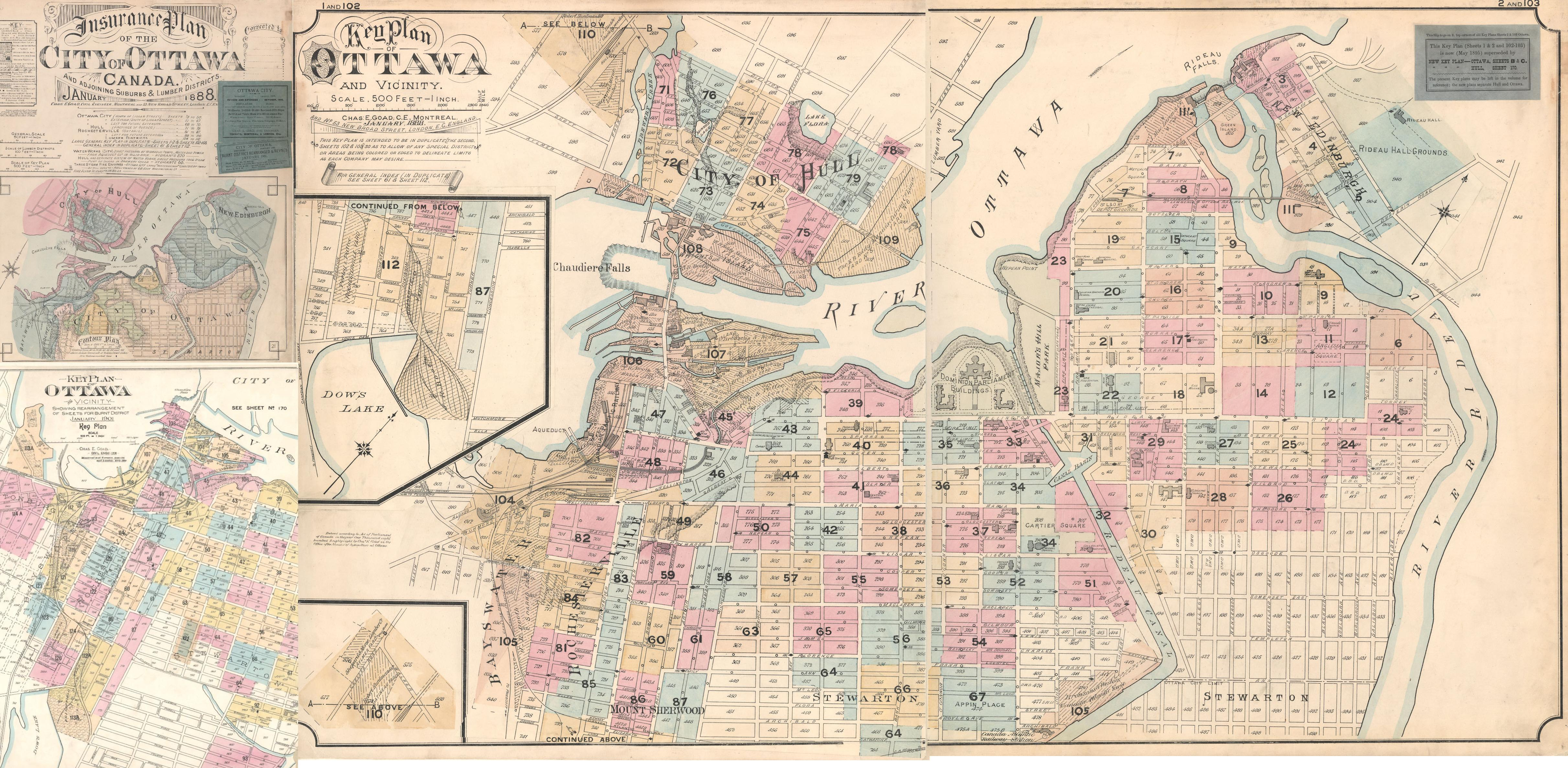
Map of the City of Ottawa Insurance Plan, 1888–1901, indiquant les noms et les adresses des entreprises.

Également en 1869, environ un tiers du bois d'œuvre fabriqué à Ottawa est expédié à l'étranger, et la région emploie 6 000 hommes à l'abattage et au flottage des grumes, environ 5 500 à la préparation de bois équarri destiné aux marchés européens et environ 5 000 aux usines de Ottawa. 
Quelque part entre 1848 et 1861, le nombre de scieries dans la « ville » augmente considérablement :
- 1845 : 601 maisons et trois scieries ;
- 1848 : 1 019 maisons et deux scieries ;
- 1861 : 2 104 logements et douze scieries.

Voici la production de certaines entreprises en 1873, en millions de pieds de bois d'œuvre et nombre d'employés  et leur adresse répertoriées en 1875 le cas échéant. 
- JR Booth, 40, 400, île Albert, Chaudier
- Bronsons & Weston [Lumber Company], 40, 400, Victoria Island (à tort identifiée comme Bronson & Weston)
- Gilmour & Co. 40, 500-1 000, 22 Bank (les numéros ont été listés avec Gilmore & Co.)
- EB Eddy, 40, 1 700 (ceci inclut principalement les activités non liées au bois d'œuvre)
- Perley & Pattee, 30, 275, 105 Chaudière
- AH Baldwin, 25, 200, Victoria Island
- J. Maclaren & Co., 20, 150, 6 Sussex (adresse indiquée sous le nom de J. MacLaren & Co.)
- Wright, Batson & Currier 17, 250 (seule la liste pour l'adresse était Batson & Carrier)
- Levi Young, 16 ans, 100 ans, Victoria Island Chaudiere (les numéros le mentionnaient Capt. Young's mill)
- Total ici : 228 millions de pieds [sic].

La liste de 1 875 marchands de bois d'œuvre comprenait Jos Aumond, Batson & Carrier, Bennett, Benson & Co., H. B. D. Bruce, T. C. Brougham, T. W. Currier & Co., G. B. Hall, Hamilton & Bros., J. T. Lambert, Moses W. Linton, M. McDougall, John Moir, Isaac Moore, Robert Nagle, R. Ryan, Albert W. Soper, Wm. Stubbs and Wm. Mackey, 99 Daly, Robert Skead, 288 Sparks, Hon. James Skead, 262 Wellington, William Skead, 10 Bell, Joseph Smith, 286 Sussex.

## Commerce du bois carré

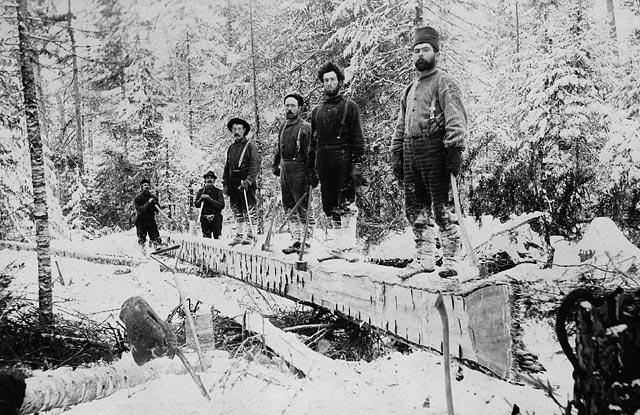
Booth Lumber Camp, lac Aylen, Ontario, vers 1895

L'industrie du bois carré de la vallée de l'Outaouais a commencé avec le premier radeau lancé, en 1806, de l'embouchure de la rivière Gatineau et descendant les rivières Ottawa et Saint-Laurent jusqu'à la ville de Québec.  
Au cours des premières années, les premiers cageux (raftsmen) de la vallée de l'Outaouais étaient principalement des membres de la famille Wright et leurs associés, ainsi que d'autres ex-patrons américains, et quelques ex-patrons irlandais et écossais. Avant longtemps, cependant, la majorité des cageux sur la rivière des Outaouais seront des Canadiens français, surtout des jeunes hommes de Montréal.  
Le commerce du bois constituait le principal secteur d'activité du Haut et du Bas-Canada en termes d'emploi et de valeur du produit. Bytown (plus tard appelé Ottawa) était un important centre canadien du bois d'œuvre et des scieries. Lorsque la rivière des Outaouais a commencé à être utilisée pour le bois flottant, le bois carré avait la préférence. Pour ce faire, il fallait que les rondins soient habilement façonnés à la doloire de charpentier, ce qui donnait à tout le rondin un aspect carré. C'était un gaspillage, mais les Britanniques préféraient le pin équarri pour façonnage à la scie ultérieur. Le bois était lié avec d'autres en deux configurations connexes : cribs et raft (cage et radeau). Le bois équarri est devenu le principal produit d'exportation et était facile à expédier à l'étranger, et pouvait être déplacé par pegged cribs . Les radeaux ont été acheminés sur la rivière des Outaouais vers les marchés de Québec.
Les années 1830 ont vu un grand nombre d'immigrants d'Irlande sur les trains de flottage suite après l'achèvement du canal Rideau. En plus, de nombreux Irlandais sont venus au Canada pour échapper à la pauvreté en Irlande.La compétition pour les emplois a mené à violents affrontements sur les rivières. Un groupe indiscipliné appelé les Shiners a commencé à se développer ; sans emploi, alcoolique et vivant dans des maisons le long du canal.

## Scieries

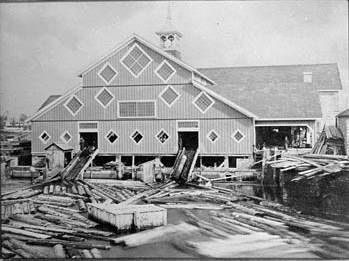
Scierie Perley et Pattee, Chute des Chaudières

Les premiers à avoir débité du bois sur la rive sud de la rivière Kim, près d'Ottawa, sont Braddish Billings (en), un ancien employé de Philemon Wright, et William M., qui exploitent la forêt dans le canton de Gloucester en 1810. L'industrie commence à Bytown avec Saint-Louis, qui utilise en 1830 le bywash (une section, qui n'existe plus, du premier canal Rideau qui se déversait dans la rivière Rideau) près de Cumberland et York. Thomas McKay acquiert l'usine en 1837. En 1843, Philip Thompson et Daniel McLachlin exploitent les Chute des Chaudières pour leurs moulins à farine et leurs scieries.
Dans la deuxième moitié du XIXe siècle, le bois équarri qui servait à fabriquer des planches et du madrier est de moins en moins en demande par la Grande-Bretagne. Cependant, grâce au traité de Libre-Échange avec les États-Unis en 1854, une nouvelle phase d’exploitation forestière commence. Le bois de sciage remplace les billes carrées et avantage les propriétaires de scieries.
En 1852, les Chaudières voient l'arrivée de AH Baldwin, John Rudolphus Booth, Henry Franklin Bronson (en) et Weston, JJ Harris, Pattee et Perley, John Rochester et Levi Young.  Tous sont américains, à l'exception de Rochester. J. Turgeon exploite une scierie dans le bassin du canal (une autre zone du canal servant au virage de bateaux qui n'existe plus, juste au sud du pont, près de l'entrée). 
Au cours des années 1850, les îles de la chute des Chaudières sont occupées de l'intention expresse de tirer parti de l'énorme puissance des chutes. Lors d'une vente aux enchères qui se déroule le 1er septembre 1852, des lots sur les îles Victoria et Amelia sont vendus à « Harris, Bronson and Co., Perley et Pattee, deux exploitants de bois d'œuvre de la région du lac Champlain / Lake George » . Levi Young s'établit sur le continent. Les usines Harris et Bronson atteignent une capacité de 100 000 grumes par an, soit plus du double de celle des usines voisines de Blasdell, Currier and Co. et de Philip Thompson.

## Glissoirs de cages et les trains de bois

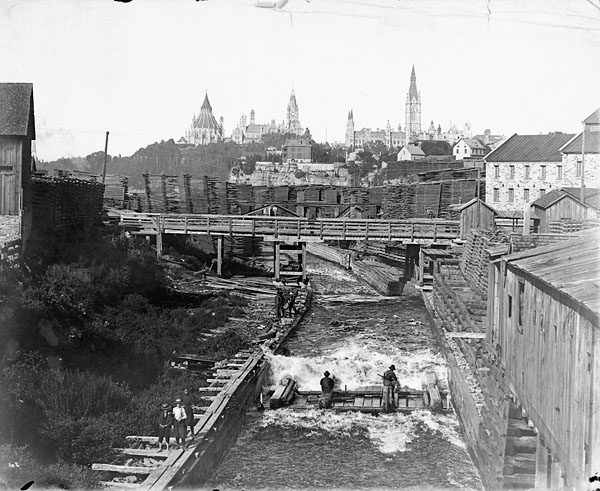
Toboggan à bois, Chute des Chaudières, 1880-1900

La rivière des Outaouais était le moyen de transporter les grumes au Québec en utilisant du flottage du bois. Les bois étaient piégés par un barrage à l'embouchure de l'affluent pour être assemblés en cages (alias cribs). Chaque cage comprenant au moins 30 brin de bois. Ensuite, les cages, jusqu'à 100 d'entre elles, étaient réunies en un train de bois (alias raft) qui a aussi servi de résidence pour les cageux pendant le voyage d'un mois en direction de Québec. L'équipage a vécu dans des bunk houses (des maisons de traverses) et une des cage contenait la cuisine (alias cambuse). 
Il y avait deux types principaux d'assemblages de rondins, dram et crib. Le crib était habituellement utilisée sur la rivière des Outaouais, alors que dram était utilisé sur le lac Ontario et le fleuve Saint-Laurent . Une cage (crib) se composait de deux couches de rondins équarris de 24 mètres de large au maximum, car ils étaient conçus pour naviguer sur les rapides chutes de la Chaudière et les Chats, alors que les dram pouvaient avoir plus de cent pieds de large. 
Les trains de bois (raft) destinés au Québec comptent de 2 000 à 3 000 pièces, presque toutes en pin. Les radeaux sont constitués de cages (cribs) ; chaque cage a 25 pièces. 
Des hommes debout sur ces bateaux de fortune devaient les conduire à bon port. Les radeaux sont propulsés par des rames (alias sweeps) ou occasionnellement par des voiles. Les trains de bois ont dû être démontés et rassemblés pour dépasser les rapides et les obstacles. À la chute des Chaudières, 20 jours pouvaient être perdus pour le transport du bois par voie terrestre. Les glissoirs (alias timber slides) résoudront ce problème. 
Le premier glissoir à cages sur la rivière des Outaouais est construit côté nord, près de la chute des Chaudières, par Ruggles Wright, fils de Philemon, à la suite d'une visite en Scandinavie pour se familiariser avec les techniques d'abattage. Le toboggan mesure 26 pieds de large et est utilisé pour contourner les chutes. Auparavant, contourner les chutes était une tâche difficile et parfois fatale. Le premier toboggan a été construit en 1829 et au cours des prochaines années, d'autres endroits de la rivière ont commencé à les employer. 
Le trajet vers les chantiers navals du Québec, siège de nombreuses entreprises exportatrices de bois d'œuvre, a souvent pu prendre jusqu'à six semaines. 
Pointer boat est un bateau commandé par Booth pour déplacer le pin blanc sur la rivière des Outaouais. Il est construit par John Cockburn, d'abord à Ottawa, puis à Pembroke, dont le port de plaisance abrite maintenant un monument à son nom.

## Barons du bois d'œuvre et innovateurs

### Philemon Wright

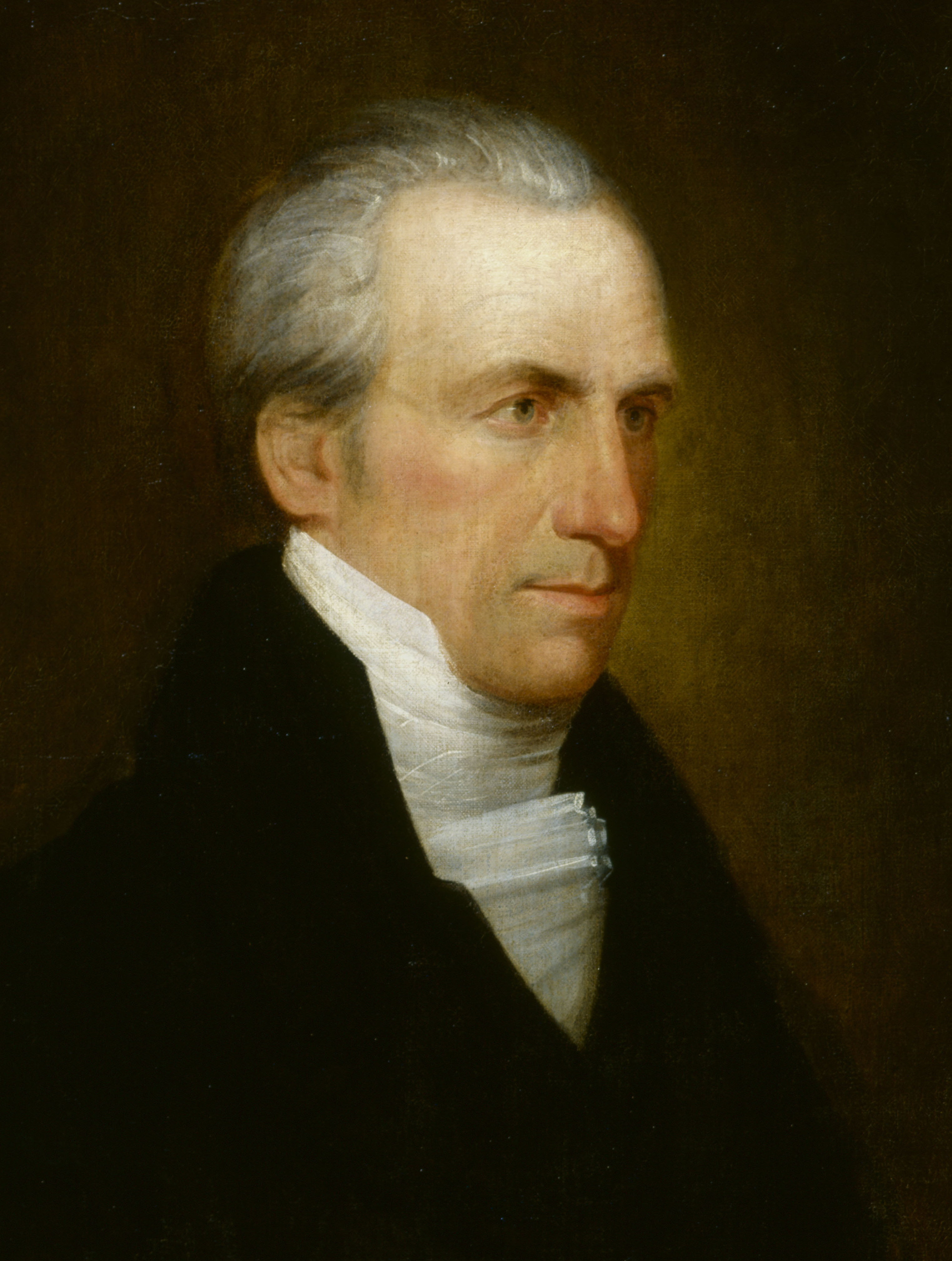
Portrait de Philemon Wright par John James.

Philemon Wright, le fondateur de Wright's Town, devenu Hull, est un propriétaire terrien du Massachusetts qui, à l'hiver 1799-1800, vend ses terres et emmène sa famille et amis sur les bords de la rivière des Outaouais à la hauteur des chutes des Chaudières. À ce moment-là, la région pratiquait encore la traite des fourrures avec les Amérindiens, mais ce n’est pas ce qui attire nos nouveaux arrivants américains. L’espoir d’acquérir le plus de terres agricoles afin de bâtir un héritage familial est le seul incitatif à une telle migration.
Les difficultés financières les obligent à introduire l’exploitation forestière à leur gagne-pain. Il construit le premier radeau en bois (timber raft), appelé Columbo, qui descend la rivière des Outaouais le 11 juin 1806, mettant 35 jours pour se rendre à Montréal seul. L'expédition est composée de Philemon, 46 ans, de son fils Tiberius, 17 ans, et de trois membres d'équipage : London Oxford - un freeman (homme libre) à la peau noir et associé proche de Philemon - Martin Ebert et John Turner, et ils se retrouvent au port de Québec. Le radeau doit être divisé en cages pour se dégager les rapides de Long-Sault  (le nom d'origine d'Anishinaabe  était Kinodjiwan, ce qui signifie «longs rapides» - invisibles depuis le barrage de la centrale de Carillon). Philemon possède un employé, Nicholas Sparks (en), lui aussi devenant un propriétaire d'un moulin à bois, qui est propriétaire du terrain qui forme éventuellement le cœur de Bytown (premier nom d'Ottawa) et dont le nom a été donné à la rue Sparks.

### Henry Franklin Bronson
Henry Franklin Bronson (1817-1889), un Américain, devient l'un des tout premiers barons du bois d'œuvre, travaillant sur la Chaudière dans les années 1850 . Bronson et son partenaire John Harris achètent en 1852 des terres sur l'île Victoria et les droits d'utilisation de l'eau pour l'industrie. Harris et Bronson mettent en place une grande usine incorporant certaines caractéristiques modernes, ce qui amène d'autres entrepreneurs à suivre dans une « invasion américaine » . Bronson a un fils, Erskine Henry Bronson, qui prend ensuite le contrôle des affaires de son père. 

### John Rudolphus Booth

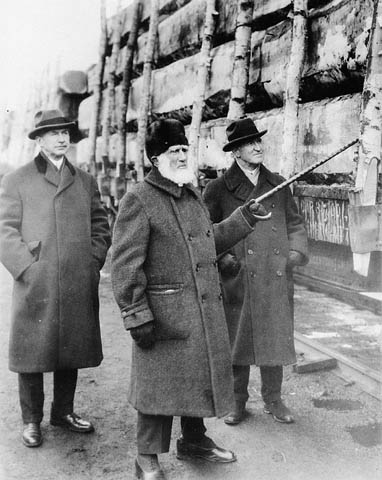
JR Booth et ses fils, baron du bois d'œuvre (env. 1900).

John Rudolphus Booth (1827-1925), un Canadien devient l'un des plus grands barons du bois d'œuvre et l'un des entrepreneurs les plus prospères du Canada ; il  travaille également à la Chaudière. Il participe à la construction de la scierie d'Andrew Leamy à Hull, puis commence à produire des bardeaux près de la chute des Chaudières dans une scierie louée. Il construit plus tard sa propre scierie, est le fournisseur de bois d'œuvre pour les bâtiments du Parlement et son nom devient largement connu. Avec les bénéfices, il finance une grande scierie sur la chute. En 1865, il est le troisième producteur en importance du lieu et vingt-cinq ans plus tard, il affiche la production quotidienne la plus élevée au monde. 

### Perley et Pattee
William Goodhue Perley (1820-1890) fait partie, en 1852, de la Chaudière Perley and Pattee, tous deux américains. Son partenaire, William Goodhue Perley (1820-1890), a un fils, George Halsey Perley (1857-1938), aussi dans l'entreprise. David Pattee (1778-1851), bien qu'il semble avoir en commun les scieries et certaines connexions avec Ottawa, ne fait probablement pas partie de cette entreprise. 

### Autres compagnies de bois d'œuvre et personnalités

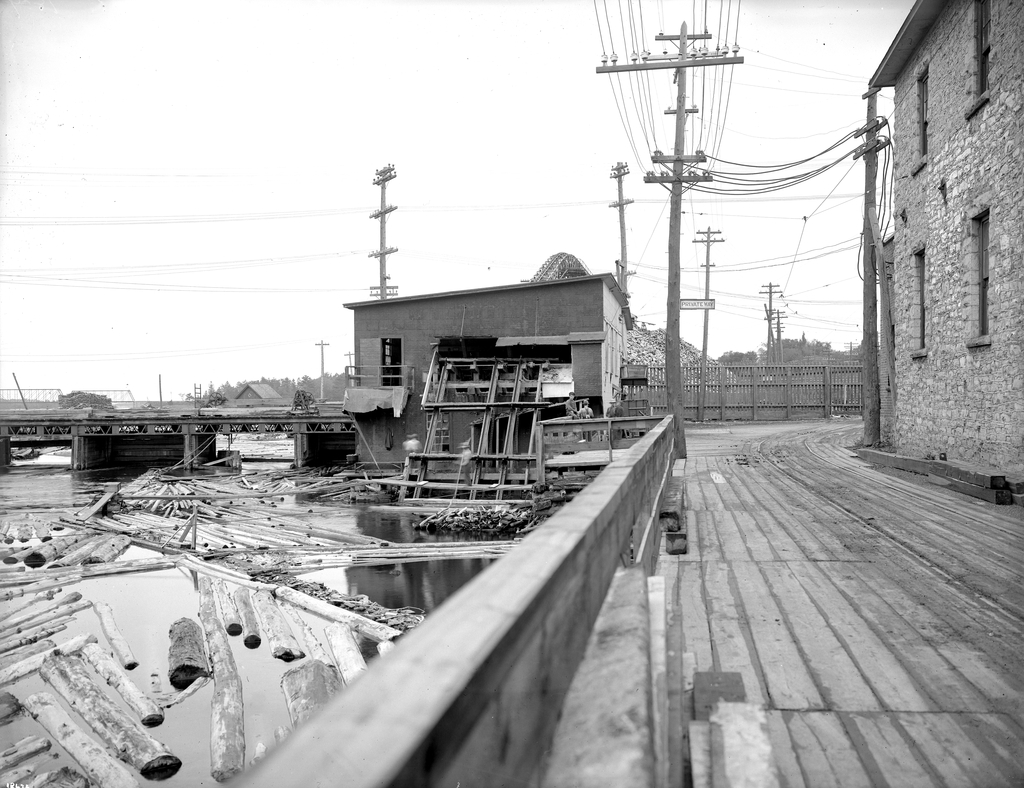
Bûches dans la rivière des Outaouais à la compagnie E.B. Eddy à Hull, 1911

Plusieurs entreprises et particuliers créent des exploitations forestières avant l'énorme afflux américain. Il y a deux vagues de bûcherons américains. En 1853, Baldwin, Bronson, Harris, Leamy et Young commencent à ériger des scieries, et de 1856 à 1860, Perley, Pattee, Booth et Eddy prolongent le mouvement. 
Allan Gilmour (en) (1775-1849), fait partie d'une famille de marchands écossais dont les intérêts dans le bois d'œuvre commencent au Canada, au Nouveau-Brunswick, puis à Montréal et à Bytown en 1841. En 1840, après la retraite de son patron de Montréal, Allan et son cousin James d'Écosse reprennent le commerce du bois d'œuvre. Il commerce sur le bois carré et construit des scieries sur la rivière Gatineau, la rivière South Nation à l'est d'Ottawa, la rivière Blanche près de Pembroke et une scierie à Trenton, en Ontario. L'entreprise emploie plus de 1 000 personnes en hiver. Leurs scieries utilisent des caractéristiques plus modernes pour le sciage et le levage, ainsi que pour le retournement des grumes. Allan Gilmour est associé à la firme Pollok, Gilmour et Compagnie (en). 
Thomas McKay (1792-1855), parfois considéré comme l'un des pères fondateurs d'Ottawa pour son travail dans le bâtiment et la politique, construit une scierie à New Edinburgh. Il est également connu pour la construction de Rideau Hall, des écluses du canal Rideau et la construction du musée Bytown. McKay fait également partie du Conseil législatif de la province du Canada. 
James Maclaren (1818-1892) fonde une industrie à Wakefield (Québec) en 1853, loue une scierie à New Edinburgh à Thomas McKay avec des partenaires. En 1861, il rachète ses partenaires et en 1866, il achète les scieries après la mort de McKay. En 1864, toujours avec des partenaires, il achète des scieries à Buckingham, au Québec, puis rachète ses partenaires.
Ezra Butler Eddy (1827-1906) arrive à Hull dans les années 1850, période de l'essor des scieries, et achète tout le site industriel de la famille Wright. De plus, il débute la fabrication d’allumettes, ainsi que de la pulpe à papier. Sa papetière deviendra une des plus importantes au pays.
Parmi les noms importés figurent James Skead (en) (1817-1844), John Rochester (en) (1822-1894), Daniel McLachlin (1810-1872) et John Egan (1811-1857). 
William Hamilton (en) (-1822), George Hamilton (1781-1839), William Stewart  (1803-1856), William Borthwick (en) (1848-1928), Andrew Leamy (1816-1868), et James Davidson (en) (1856-1913) apportent leur contribution dans d'autres domaines, principalement politiques.

## Héritage

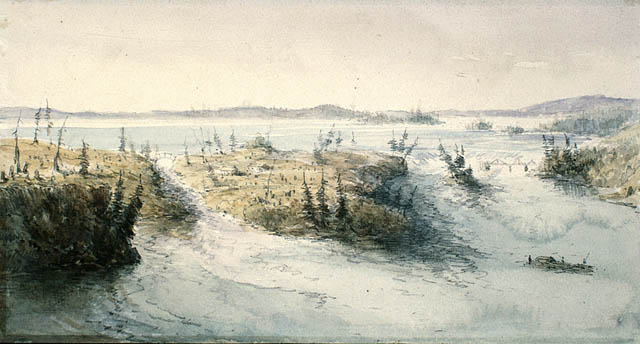
Chute des Chaudières et l'île des Chaudières en 1838 avant de faire des barrages.

L'industrie contribue à la croissance démographique de l'Ontario et du Québec. Indirectement, en raison de son dynamisme économique, et directement lorsque des navires en provenance de la ville de Québec vont naviguer vers des ports tels que Liverpool et, offrant une traversée à bon marché, revenir avec des immigrants pleins d'espoir à leurs bords. Cela stimule également la croissance économique dans les deux provinces, et JR Booth contribue grandement à la construction du Canada Atlantic Railway.
Il y a aussi un impact environnemental à cette industrie. Les énormes activités industrielles des plaines LeBreton et des chutes des Chaudières causent pollution et dommages aux terres. La beauté de la chute des Chaudières est complètement transformée par l'industrie. La Commission de la capitale nationale supprime une grande partie des structures industrielles à Ottawa et à Hull dans les années 1960. LeBreton, pour diverses raisons, reste inoccupé pendant des décennies.

### Lieux dans la ville d'Ottawa
Les plaines LeBreton et la Chute des Chaudières abritent certaines des plus grandes scieries au Canada, notamment celles de Booth et de Bronson. Tout cela a maintenant disparu dans le cadre des efforts du Plan Greber visant à embellir la capitale du Canada.
Bronson Avenue a été nommée d'après le baron du bois d'œuvre. La Banque d'Ottawa a été fondée en raison de son industrie. Le marché By a été créé dans le cadre de la Basse-Ville pour répondre aux besoins de la population de bûcherons de Bytown. Booth House existe toujours. 
La Ottawa Central Railway transporte toujours le bois comme l'un de ses principaux produits. 
Les chutes de Hog's Back étaient, comme John MacTaggart les décrit en 1827 : « une crête de rochers bien connue, appelée Hog's Back [le dos de cochon] d'après l'expérience des opérateurs de radeaux de bois qui descendaient le courant avec leurs marchandises ».
La List of designated heritage properties in Ottawa énumère l'usine Carkner Lumber à Osgoode, l'usine Watson à Rideau-Goldbourne. 

### Endroits en dehors de la ville d'Ottawa

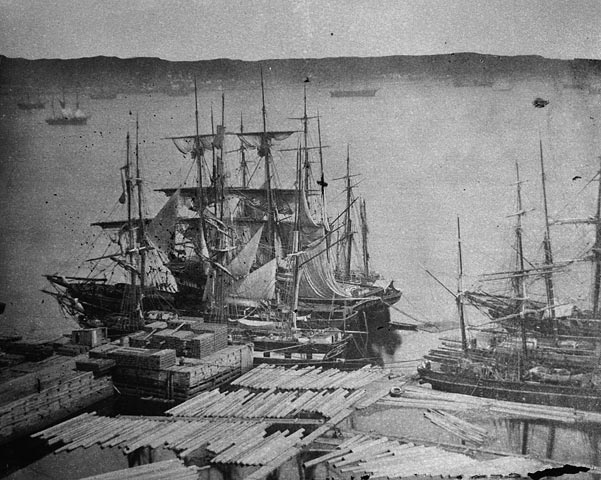
Navires chargeant du bois, Québec, c. 1860–1870.

La vallée des Outaouais est une vaste bande de terre, située en grande partie le long de la rivière des Outaouais. Renfrew, Ontario est souvent associé au nom. Le Graben d'Ottawa-Bonnechère est une zone géologiquement liée. 
Le Haut-Canada était le nom donné aux régions de l'actuel Ontario aux XVIIIe et XIXe siècles, jusqu'en 1840 ou 1841, au moment de la création de la province du Canada. En 1867, cette région n'existe plus non plus avec la Confédération canadienne, lorsque l'Ontario et le Québec deviennent les noms officiels, et deviennent deux des quatre provinces du Canada. 
Les catholiques irlandais de l'est de l'Ontario, principalement de Cork, ainsi que les Franco-Ontariens, constituaient la majorité des constructeurs du Rideau Canal et étaient fortement employés dans l'industrie extensive du bois d'œuvre de la région. 
Gatineau était appelé « Columbia Falls Village » par Philemon Wright, et « Wright's Town » (ou « Wrightstown ») par la plupart, de même que « Wright's Village » par d'autres, du vivant de Philémon Wright. Il deviendra plus tard « Hull » en 1875, puis « Gatineau », au Québec, en 2002.
À Buckingham, Québec, se trouvaient les moulins de la J. MacLaren & Co. de James Maclaren. 
Fassett, de même que Notre-Dame-de-Bonsecours a suscité un intérêt économique pour ses chênes, ses pins et ses érables lors du blocus napoléonien. Ses grands chênes sont « de belle qualité et particulièrement de grande taille, adaptés à la construction des navires ». 
Arnprior, Hawkesbury(Ontario), Stittsville (Ontario), North Gower (Ontario), Kemptville (Ontario), Carleton Place (Ontario), Pembroke (Ontario) et Lachute sont les régions touchées par l'industrie du bois d'œuvre sur la rivière des Outaouais. 
Highlands East, Ontario, Gooderham (pas sur la rivière des Outaouais) a toujours une usine en activité au sud-ouest d'Ottawa. 

### Industrie du bois et sports
- Pembroke Lumber Kings
- Dave Gilmour
- L'Ottawa Curling Club est créé en 1851 sous la présidence de l'homme d'affaires du bois, Allan Gilmour.

## Galerie

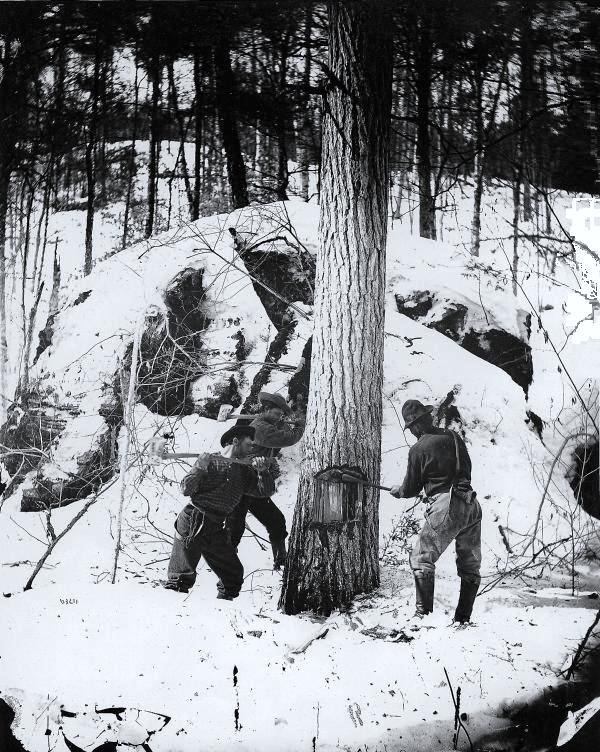
Ouvriers coupant des arbres sur le cours supérieur de la rivière des Outaouais, 1871.
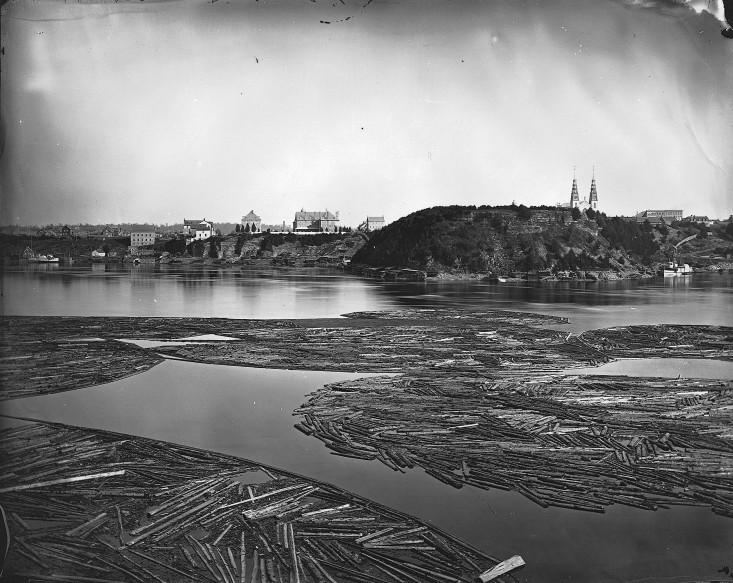
Bômes de bois sur la rivière des Outaouais, 1872.
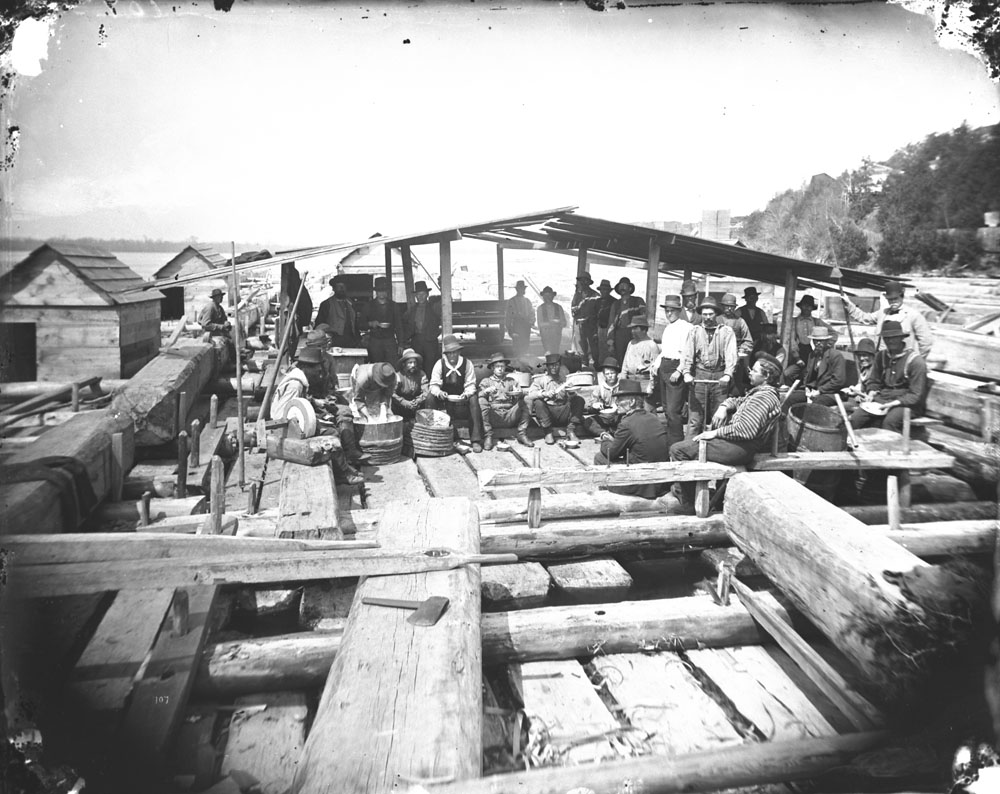
Cuisine sur le radeau en bois de JR Booth, 1880.
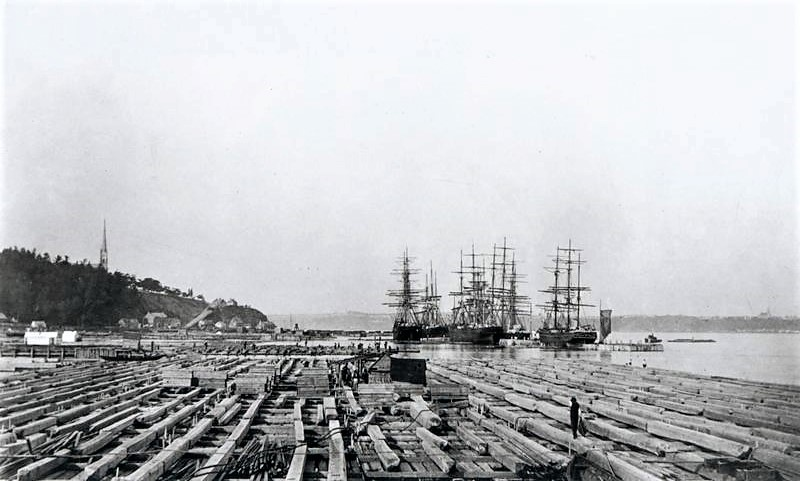
Les radeaux de bois de JR Booth arrivant à Sillery, Québec, 1891.
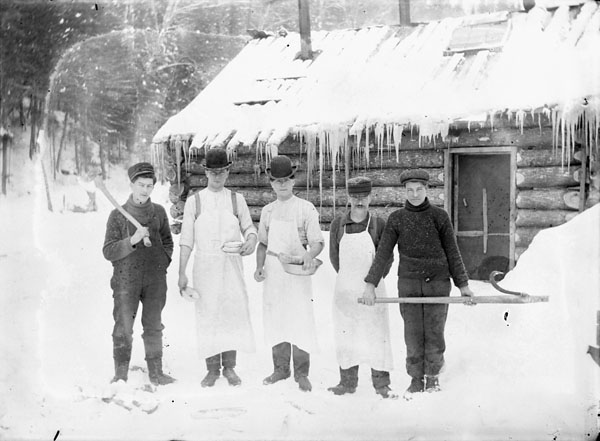
Camp de bûcherons dans la vallée de l'Outaouais, 1900.